# Свети Никола (Търново)
Вижте пояснителната страница за други значения на Свети Никола.
„Свети Никола“ (на македонска литературна норма: „Свети Никола“) е късносредновековна православна църква в село Търново, община Крива паланка, Северна Македония. Църквата е част от Кривопаланското архиерейско наместничество на Кумановско-Осоговската епархия на Македонската православна църква – Охридска архиепископия.
Храмът е манастирска църква, изградена или в 1505 година, или според по-новите проучвания – в 1605 година. Еднокорабна сграда с двускатен покрив и с полукръгла апсида на изток и външна, по-късна камбанария. На западната страна в XIX век е изграден трем с два входа, а на южната – отворен трем. Цялата вътрешност е зографисана, като сред изписаните светци е и образът на Свети Йоаким Осоговски. Отличават се рядката сцена Рождество Христово с изписана в червено Витлеемска звезда, Свети Никола с евангелие в ръка, Свети Теодор Тирон, Свети Теодор Стратилат и Свети Сава. Запазен е ктиторски надпис, според който ктитор е презвитер Пейо - може би авторът на житието на Георги Софийски Нови, с неговата „подружия“ Пройка.